# مهارکننده پروتئاز (زیست‌شناسی)
مهارکننده پروتئاز (انگلیسی: Protease inhibitor) در زیست‌شناسی و  بیوشیمی، مهارکننده‌های پروتئاز یا آنتی‌پروتئازها،  مولکول‌هایی هستند  که عملکرد پروتئازها آنزیم‌ها را که به تجزیه پروتئین کمک می‌کنند، مهار می‌کنند. بسیاری از مهارکننده‌های پروتئاز که به طور طبیعی وجود دارند، پرورش دهنده پروتئین هستند.